# 보비 탬블링
보비 탬블링(Bobby Tambling, 1941년 9월 18일 ~ )은 잉글랜드의 전직 축구 선수이다.
잉글랜드 프리미어리그 프로 축구 구단인 첼시 FC에서 활약하며, 1959년부터 1970년 시즌까지 370경기에서 202골을 기록하였다. 보비 탬블링은 램퍼드가 그의 기록을 깨기 전까지 첼시에서 가장 많은 골을 기록한 선수였었다.
2012년 첼시 올해의 선수상 시상식에서 팀의 레전드로 특별 공로상을 수상했다. 여기서 그는 여전히 첼시 FC를 응원하고 있다고 말하며 건재함을 과시하였다.